# Метеоритът
Метеоритът (на английски: Deception Point) е технотрилъров роман на американския писател Дан Браун.
Книгата първо е издадена в САЩ през 2001 г., а на български е издадена от ИК „Бард“ през 2003 г., в превод на Крум Бъчваров.

## Персонажи
- Рейчъл Секстън – аналитик от Националната разузнавателно служба на САЩ (НРС), дъщеря на сенатор Седжуик Секстън.
- Майкъл Толанд – океанограф, автор на научнопопулярни документални филми
- Уилям Пикъринг – директор на НРС, непосредствен началник на Рейчъл
- Зак Харни – Президент на САЩ, борещ се за втори мандат със сенатор Седжуик Секстън
- Марджъри Тенч – съветник на президента
- Седжуик Секстън – сенатор, политически опонент на Зак Харни, баща на Рейчъл
- Гейбриъл Аш – помощничка на сенатор Секстън
- Лоурънс Екстрьом – администратор от НАСА
- Корки Мърлинсън – учен-астрофизик, с непосредствено участие в изследванията на метеорита.
- Нора Мангър – учен-глациолог, убита от отряд „Делта“
- Уейли Мин – учен-палеонтолог, убит от отряд „Делта“
- Делта 1, Делта 2, Делта 3 – бойци от отряда със специално предназначение „Делта“, преследващ разкрилите тайната учени с цел отстраняването им.